# Fabien Leroy
Pour les articles homonymes, voir Leroy.
Fabien Leroy, né en 1987, est un joueur français de Scrabble. Membre du club de Scrabble de Ronchin, il est champion du monde de blitz en 2012 et champion de France en 2013 et 2015. Il vit avec Mélodie Felez, elle-même championne de Scrabble.

## Palmarès
- Champion du monde de blitz : 2012[3]
- Champion de France : 2013, 2015[4]
- Vainqueur de la Coupe de Cannes : 2013